# 거제시민축구단
거제 시민 FC(Geoje Citizen Football Club)는 대한민국 경상남도 거제시에 있는 축구 선수단이다. 거제시민축구단이 운영하는 남자 세미프로 축구단이며, 2021년에 창단되었다. 2021년 시즌부터 K4리그에 참여한다.

## 역사
2020년 2월에 거제시에서 축구단 창단 의사를 밝히며 창단 논의가 시작되었다. 초대 대표이사로는 김종운 거제시축구협회장이 선출되었다. 이후 2020년 6월, 설립이 허가되었다.

## 선수단
참고: FIFA 자격 규정에 따라 소속된 국가대표팀 국기를 표시합니다. 선수는 복수의 FIFA 비회원국 국적을 가지고 있을 수 있습니다.
| 번호 | 포지션 | 국적 | 이름   |
| ---- | ------ | ---- | ------ |
| 2    | DF     |      | 박진배 |
| 3    | DF     |      | 이준석 |
| 4    | DF     |      | 곽윤호 |
| 5    | DF     |      | 이기운 |
| 6    | DF     |      | 김휘한 |
| 7    | FW     |      | 최한솔 |
| 9    | FW     |      | 김민규 |
| 10   | FW     |      | 조주영 |
| 11   | FW     |      | 이강욱 |
| 13   | GK     |      | 이기현 |
| 14   | FW     |      | 이준호 |
| 15   | MF     |      | 이주호 |
| 16   | DF     |      | 유수철 |

| 번호 | 포지션 | 국적 | 이름   |
| ---- | ------ | ---- | ------ |
| 17   | MF     |      | 정서운 |
| 18   | MF     |      | 김민석 |
| 19   | FW     |      | 박상욱 |
| 20   | DF     |      | 오민석 |
| 21   | MF     |      | 오화랑 |
| 22   | DF     |      | 이슬찬 |
| 23   | MF     |      | 김이근 |
| 25   | MF     |      | 박정민 |
| 31   | GK     |      | 박하민 |
| 33   | FW     |      | 박예찬 |
| 40   | FW     |      | 최진혁 |
| 66   | DF     |      | 백상원 |
| 77   | MF     |      | 정혁   |
| 98   | MF     |      | 이시창 |
| 99   | GK     |      | 김원중 |

## 참고 문헌
- “스포츠지원포털 등록 현황”. 대한체육회.
- “KFA 통합경기정보 시스템”. 대한축구협회.